# Mistrzostwa Europy w Lekkoatletyce 1969 – bieg na 10 000 m mężczyzn

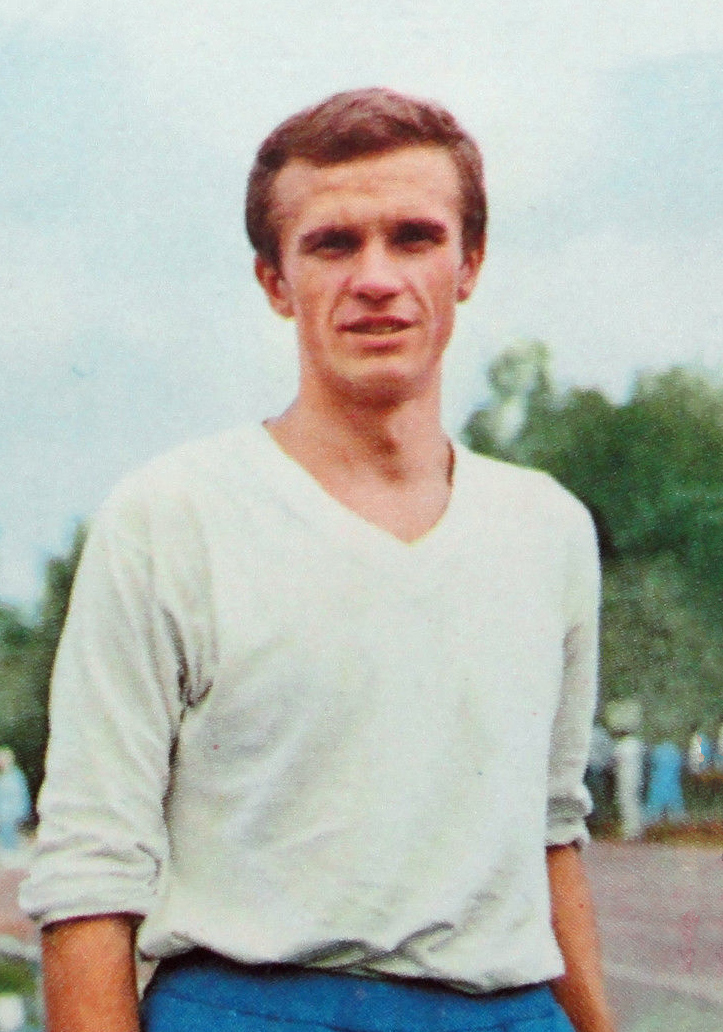
Jürgen Haase

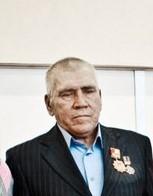
Nikołaj Swiridow w 2016

Bieg na dystansie 10 000 metrów mężczyzn był jedną z konkurencji rozgrywanych podczas IX Mistrzostw Europy w Atenach. Został rozegrany 16 września 1969 roku. Zwycięzcą tej konkurencji został reprezentant NRD Jürgen Haase, który obronił tytuł z mistrzostw w 1966. W rywalizacji wzięło udział szesnastu zawodników z dziesięciu reprezentacji.

## Rekordy
| Rekord świata     | Ron Clarke (AUS)   | 27:39,4  | Oslo, Norwegia   | 14.07.1965 |
| Rekord Europy     | Jürgen Haase (GDR) | 28:04,45 | Leningrad, ZSRR  | 21.07.1968 |
| Rekord mistrzostw | Jürgen Haase (GDR) | 28:26,0  | Budapeszt, Węgry | 30.08.1966 |

## Wyniki
| Miejsce | Zawodnik         | Czas    |
| ------- | ---------------- | ------- |
| 1       | Jürgen Haase     | 28:41,6 |
| 2       | Mike Tagg        | 28:43,2 |
| 3       | Nikołaj Swiridow | 28:45,8 |
| 4       | Drago Žuntar     | 28:46,0 |
| 5       | Gaston Roelants  | 28:49,8 |
| 6       | Michael Freary   | 28:49,8 |
| 7       | René Jourdan     | 28:57,0 |
| 8       | Georgi Tichow    | 29:04,0 |
| 9       | Noël Tijou       | 29:15,2 |
| 10      | Dane Korica      | 29:16,0 |
| 11      | Giuseppe Cindolo | 29:31,0 |
| 12      | Henri Le Pape    | 29:41,2 |
| 13      | Edward Łęgowski  | 29:41,6 |
| 14      | János Szerényi   | 29:49,8 |
| 15      | Dick Taylor      | ??      |
| 16      | Dénes Simon      | ??      |